# Kedrostis psammophila
Kedrostis psammophila är en gurkväxtart som beskrevs av P. Bruyns. Kedrostis psammophila ingår i släktet Kedrostis och familjen gurkväxter. Inga underarter finns listade i Catalogue of Life.